# ینگی‌آباد (خدابنده)
ینگی‌آباد (خدابنده)، روستایی از توابع بخش افشار شهرستان خدابنده در استان زنجان ایران است.
این روستا دارای باغ های فراوان انگور و مزارع حاصلخیز آفتابگردان می باشد . مردم روستا به زبان ترکی آذربایجانی صحبت می کنند. 
عکسی از محرم سال 1399 روستای ینگی آباد
عکس هایی از زمستان روستای ینگی آباد
عکس اول ||  عکس دوم
عکس هایی از کوه ینگی آباد
عکس اول | عکس دوم
عکس سوم | عکس چهارم

## جمعیت
این روستا در دهستان شیوانات قرار دارد و براساس سرشماری مرکز آمار ایران در سال ۱۳۸۵، جمعیت آن ۱۲۱ نفر (۳۵خانوار) بوده‌است.